# Olivier Bajard
 (avril 2018).
Si vous disposez d'ouvrages ou d'articles de référence ou si vous connaissez des sites web de qualité traitant du thème abordé ici, merci de compléter l'article en donnant les références utiles à sa vérifiabilité et en les liant à la section « Notes et références ».
Pour les articles homonymes, voir Bajard.
Olivier Bajard, né le 21 octobre 1965 à Cannes, est un pâtissier, chocolatier et glacier français réputé pour avoir été élu Meilleur ouvrier de France et Champion du Monde des Métiers du Dessert.                                     

## Biographie
Olivier Bajard découvre ce métier[Lequel ?] à l'âge de quatre ans grâce à ses parents qui partagent les passions de la pâtisserie, de la chocolaterie et de la glacerie.
À quinze ans, il commence son apprentissage en CAP Pâtissier, puis un Brevet de Maîtrise et il passe quelques concours ce qui lui permit d’être vice champion pour la coupe du monde avec l’équipe de France en 1991, meilleur ouvrier de France en 1993 et champion du monde des métiers du dessert en 1995. En 1984, il obtient son premier titre : "Premier prix pièces artistiques en sucre".[réf. nécessaire]
Il enchaîne par la suite une vingtaine d'autres titres tels que "Meilleur Ouvrier de France Pâtissier" en 1993 à l'âge de 27 ans, ou encore "Champion du Monde du Métier du Dessert" en 1995.

## Liens
- Olivier Bajard - Meilleur Ouvrier de France de Pâtisserie